# 低胡

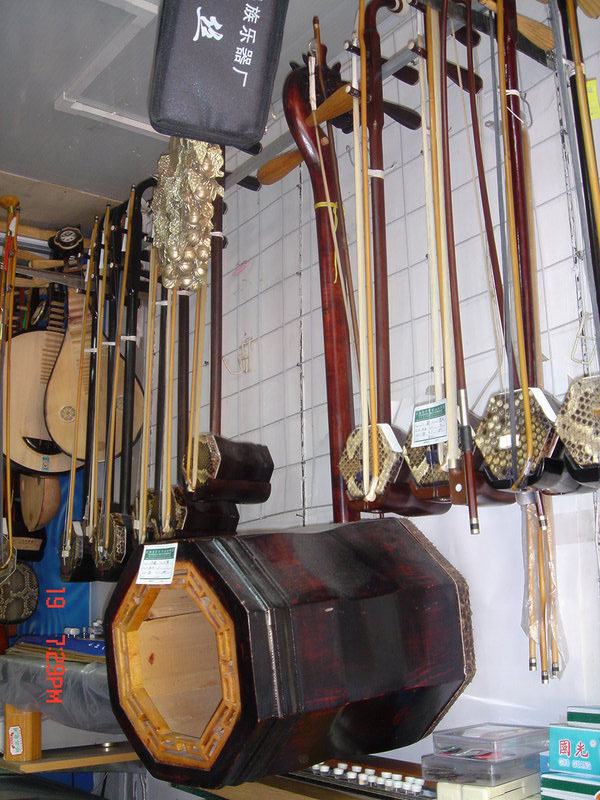
大低胡和其他民族乐器

低胡是低音二胡的简称，也叫“闷胡子”、“大胡”，于1930年代初在中胡的基础上加以改良扩大创制而成的低音弦乐器。秦腔早期文场拉弦乐器之一。胡琴的一种。其形制、构造与二胡同但长大，体积較中胡大，但弦粗柄短、鼓大皮薄，属于弦乐器族内的弓拉弦鸣乐器类。其音色低沉雄厚，共鸣较大，在粤剧音乐中，主要作低音乐器使用。定弦为内5外2，内外弦按五度关系分别以C-G（正线“上六”）定弦，但音域不广，音色粗糙。在引入大提琴和低音提琴之前，用以填补国乐團中低音聲部的過渡樂器。因其音響效果不完善，而且拉奏不便，20世纪末開始式微，在民族樂團中被大提琴（或革胡）和低音提琴（低音革胡）所取代，現在仍在潮州音樂等中使用。
低胡有以下三种：
- 小低胡，又称大胡、次中胡，次中音乐器，比二胡低八度
- 中低胡，低音乐器，比中胡低八度
- 大低胡，倍低音乐器，比小低胡低八度

潮州音樂自1930年代以後使用低胡和廣東高胡，潮州话稱低胡為大冇弦，稱高胡為提弦（就是提琴），潮語的冇弦是指椰胡。